# Klamydia (musikgrupp)
Klamydia är ett punkband från Vasa i Finland som bildades 1988 av tre medlemmar, sångaren och gitarristen Vesa "Vesku" Jokinen, basisten Arto "Artsi" Laaksoharju och trumslagaren Toni "Kape" Pitkäsalo. Namnet Klamydia valde de för att det var det dummaste förslag de hade när de skulle namnge bandet. Sedan gruppen bildades har bandets line-up ändrats flera gånger. Sångaren Vesku är den enda kvarvarande originalmedlemmen. Klamydias senaste line-up består utöver sångaren Vesku av Jari Helin (elgitarr), Sami Kohtamäki (elbas) och Riku Purtola (trummor). Gruppen är mest populär i Finland och sjunger mest på finska. De är i Sverige mest kända för sin låt "Tunnelbana pojkar". Bland andra låtar på svenska kan nämnas "Pappas fitta" och "Kråklund pojkar".

## Tidig historia
Klamydia bildades 1988 av Vesa Jokinen, Arto Laaksoharju och Toni Pitkäsalo. Gruppen spelade in två EP-skivor, Heja Grabbar och Ja Tauti Leviaa Osa II, men efter det lämnade Toni Pitkäsalo gruppen och ersattes av Riku Purtola. De spelade in en LP med tjugo låtar (Alpee) och en EP (Heppi Kieppi). Efter detta lämnade Riku bandet och Toni Pitkäsalo kom tillbaka och en fjärde EP spelades in. De flesta av låtarna från dessa EP-skivor finns med på LP:n Tres hombres som gavs ut 1991 av Stupido Twins. 
Toni Pitkäsalo slutade igen för att gå med i armén och Riku Purtola kom tillbaka ännu en gång. Ytterligare en gitarrist, Marko "Vuokko" Vuorimaa, blev samtidigt medlem i gruppen. Efter detta släppte gruppen ytterligare en LP (Los Celibatos) och två EP-skivor till. Låtarna börjar nu förändras och är skränigare än innan. 
Under början av 1990-talet började Klamydia spela utanför Finland, bland annat åkte de till Tyskland och Schweiz. 

## Diskografi

### Album
- Tres hombres (1990)
- Los celibatos (1991, sålde guld)
- Ceedee (1992, består av 80-talets material)
- Pää kiinni painajainen (1992)
- Masturbaatio ilman käsiä (1993)
- Kötinää! -live (1994)
- Tippurikvartetti (1994)
- Klamydia/Die Lokalmatadore: Himmelachtungperkele -live (1994)
- Siittiöt sotapolulla (1995, sålde guld)
- Lahjattomat -kokoelma (1995)
- Klamydia/Die Lokalmatadore: Kipsi (1996)
- Klamysutra (1996)
- Tango delirium (1997)
- Klamytologia 10-vuotis juhlakokoelma (1998, sålde platina)
- ...ja käsi käy -live (1998)
- Zulupohjalta (1999)
- Klamytapit (2001)
- Punktsipum (2002)
- Piikkinä lihassa 15-vuotis juhlakokoelma (2003)
- Urpojugend (2004)
- Tyhmyyden ylistys (2005)
- Klamydia (2007)

### LP
- Älpee (1989)
- Tres hombres (1990)
- Los celibatos (1991)
- Pää kiinni painajainen (1992)
- Himmel achtung perkele (kuvalevy) (1993)
- Siittiöt sotapolulla (1995)
- Klamydia/Die Schwarzen Schafe: split lp (1995)
- Klamydia/Die Lokalmatadore: Kipsi (1995)
- Klamysutra (1998)
- Tango delirium (1998)

### EP
- Heja grabbar (1989)
- ...ja tauti leviää (1989)
- Heppi keippi (1989)
- Klamydia/Die Schwarzen Schafe: split ep (1990)
- Säynäväynäviä (1990)
- Hihhulit tuloo (1990)
- I really hate you (1990)
- Lahja (1992)
- Huono (1993)
- Klamydia/Die Lokalmatadore: Saksaa tulee takaapäin (1994)
- Klamydia/l.a.m.f.: split ep (1994)

### CD-singlar
- Huipulla tuulee (1994)
- Arvon (lisäveron) mekin ansaitsemme (1995)
- Saksaan (1995)
- Narkkarirakkautta (1995)
- Pala rauhaa(1996)
- Perseeseen (1997, sålde platina)
- Kosketus (1998, sålde platina)
- Onnesta soikeena (1998, sålde guld)
- Letoisa lewinsky (1999)
- Snapsin paikka (2000)
- Ryssä mun leipääni syö (2001)
- Koomikko tahtomattaan (2001)
- Ookko tehny lenkkiä? (2002)
- Suomi on sun (2002)
- Seokset (2003)
- Kujanjuoksu (2003)
- Pienen pojan elämää (2005)
- Lohikäärme Puff (2005)